# Marcelino Urquizo
Marcelino Urquizo fue un político peruano. 
En 1919, cuando el presidente Augusto B. Leguía dio inicio a su oncenio, fue elegido diputado por la provincia de Paruro para la Asamblea Nacional de ese año que tuvo por objeto emitir una nueva constitución, la Constitución de 1920. Luego se mantuvo como diputado ordinario hasta 1924 durante el inicio del Oncenio de Leguía.
A inicios de los años 1920, Urquizo formó parte de una labor parlamentaria que apoyó a la Liga de Hacendados de las provincias cusqueñas en un pensamiento antiindígena y en defensa de sus intereses.